# (12542) Laver
(12542) Laver est un astéroïde de la ceinture principale.

## Description
(12542) Laver est un astéroïde de la ceinture principale. Il fut découvert le 10 août 1998 à Reedy Creek par John Broughton. Il présente une orbite caractérisée par un demi-grand axe de 3,17 UA, une excentricité de 0,15 et une inclinaison de 5,1° par rapport à l'écliptique.

## Compléments